# Alqueidão da Serra
Alqueidão da Serra es una freguesia portuguesa del municipio de Porto de Mós, con 21,27 km² de superficie y  habitantes (2001). Su densidad de población es de 85,2 hab/km².